# Graveyard Shift (Album)
Graveyard Shift ist das vierte Studioalbum der US-amerikanischen Metalcore-Band Motionless in White aus Scranton, Pennsylvania. Es erscheint am 5. Mai 2017 nach einem Labelwechsel über Roadrunner Records.

## Entstehungsgeschichte
Am 22. Juli 2015 gaben die Musiker am Rande der Alternative Press Music Awards bekannt, dass man mit den ersten Arbeiten an neuem Liedmaterial für den Nachfolger von Reincarnate aus dem Jahr 2014 begonnen habe. Anfang des neuen Jahres, am 4. Januar 2016, gab Motionless in White bekannt, ihren Plattenvertrag bei Fearless Records nicht zu verlängern und nach einer neuen Plattenfirma zu suchen. Diese wurde in Roadrunner Records gefunden und das Album für das Jahr 2017 angekündigt.
Am 22. Juni 2016 wurde das Lied 570 als Gratis-Download angeboten. Ob das Stück auf dem Album zu finden ist, stand zu diesem Zeitpunkt nicht fest. Am 31. Oktober 2016 wurde der Titel des Albums bekanntgegeben. Es trägt den Namen Graveyard Shift. Ende Januar 2017 erschien mit Eternally Yours das zweite Stück des Albums. Das Album selbst wurde für den 5. Mai 2017 angekündigt. Nur wenige Wochen zuvor gab Keyboarder Josh Balz seinen Ausstieg nach zehn Jahren in der Band bekannt. Anfang März wurde mit LOUD (Fuck It) die dritte Singleauskopplung veröffentlicht. Zudem wurde das finale Albumcover und die Titelliste bekanntgegeben sowie die Vorbestellungsphase eingeläutet.

## Albumtitel und Plattencover
Chris Motionless, Sänger der Band, sagte über den Titel des Albums, dass die Gruppe seit jeher Titel gewählt habe, die irgendwie die Band repräsentiert hat und es bei diesem Teil keine Ausnahme sei.

„As you know from all three of our records, we always choose a title that's incredibly personal to the band, and this one is absolutely no exception.“

Mit der Ankündigung des Albumtitels startete die Gruppe ein Gewinnspiel für Fans der Band weltweit, in welchen diese ein Plattencover für das Album entwerfen können. Das beste Cover wird mit einem Preisgeld von 2000 US-Dollar belohnt und das offizielle Cover-Artwork des Albums werden. 24 weitere Cover werden für Bewerbungszwecke ausgewählt und ebenfalls mit einem Preisgeld honoriert. Mehr als zweitausend Einsendungen wurden für das Gewinnspiel eingereicht. Anfang März 2017 wurde mit der offiziellen Ankündigung auch das Artwork vorgestellt, dass von Crystal Johnson stammt.

## Titelliste
| #   | Titel                        | Länge | Anmerkungen        |
| --- | ---------------------------- | ----- | ------------------ |
| 1.  | Rats                         | 3:55  |                    |
| 2.  | Queen for Queen              | 3:22  |                    |
| 3.  | Necessary Evil               | 3:48  | mit Jonathan Davis |
| 4.  | Soft                         | 3:30  |                    |
| 5.  | Untouchable                  | 3:58  |                    |
| 6.  | Not My Type: Dead as Fuck II | 4:22  |                    |
| 7.  | The Ladder                   | 4:17  |                    |
| 8.  | Voices                       | 3:44  |                    |
| 9.  | LOUD (Fuck It)               | 3:42  | 3. Single          |
| 10. | 570                          | 4:31  | 1. Single          |
| 11. | Hourglass                    | 3:45  |                    |
| 12. | Eternally Yours              | 5:12  | 2. Single          |

## Promotion
Mitte Oktober 2016 wurde die Gruppe zusammen mit Pierce the Veil, Sleeping with Sirens, System of a Down, In Flames und Beartooth für die Schwesterfestivals Rock am Ring und Rock im Park angekündigt. Es ist nach 2015 der zweite Auftritt der Band auf den beiden Festivals.
Am 13. Januar 2017 startete die Gruppe Falling in Reverse eine US-Tournee auf der Motionless in White gemeinsam mit Issues zu sehen waren. Die Konzertreise endete nach 23 Auftritten am 12. Februar 2017 im House of Blues in San Diego, Kalifornien. Durch den Ausstieg von Josh Balz absolvierte die Gruppe diese Tournee mit einem Gastmusiker am Keyboard. Zwischen April und Mai, sowie zwischen Juni und August des Jahres 2017 sind Motionless in White auf zwei Konzertreisen mit In This Moment in den Vereinigten Staaten zu sehen.

## Rezeption

### Kommerzieller Erfolg
Graveyard Shift ist das erste Album der Gruppe, dass in den deutschen Albumcharts einsteigen konnte. Es wurde in der Chartwoche zum 12. Mai 2017 auf Platz 88 gelistet. In der Schweiz stieg das Album auf Platz 99 ein, während es im Vereinigten Königreich auf 72 landete. In den Vereinigten Staaten landete Graveyard Shift auf Platz 27 der offiziellen Albumcharts mit ca. 18.000 verkauften Tonträgern innerhalb der ersten Verkaufswoche.

### Kritiken
Das britische Rock Sound schreibt, dass sich die Musiker auf Graveyard Shift auf ihre musikalische Vergangenheit besonnen und sich an das 2013 veröffentlichte zweite Studioalbum Infamous orientiert haben. Dabei, so der Kritiker, wurde dieser Sound aufpoliert. Außerdem werden Einflüsse von Slipknot, Marilyn Manson und sogar von Nine Inch Nails erkannt. Das Album wird eine Dr.-Jeckyll-und-Mr.-Hyde-Qualität zugesprochen, die Musik als Metalcore mit popmusikartigen und Sleaze-Rock-Anleihen beschrieben.

### Auszeichnungen
- Rock Sounds Alben des Jahres 2017
  - Platz 28[18]